# Onthophagus conspersus
Onthophagus conspersus là một loài bọ cánh cứng trong họ Bọ hung (Scarabaeidae).